# Gorna Kovačica
Gorna Kovačica (bulharsky Горна Ковачица) je vesnice v severozápadním Bulharsku. Nachází se v obštině Čiprovci, oblast Montana.

## Geografie
Rozkládá se v úpatí Staré Planiny, mezi městy Čiprovci a Montana. Tato pěkná bulharská vesnička si i dodnes uchovává tradice staré bulharské architektury a krásu, klid a velkolepost Balkánu. Dělí ji malá říčka vlévající se do řeky Ogosta.

### Obyvatelstvo
V dědině žije 101 stálých obyvatel a včetně přechodně hlášených obyvatel 111. Podle sčítáni 1. února 2011 bylo národnostní složení následující:
- Bulhaři: 121 (99.2 %)
- ostatní: 1 (0.8 %)

## Kulturní a přírodní památky
- Dům rodu Dimanovů.
- Komunitní centrum Bistăr um a knihovna.

## Pravidelné události
Tradiční vesnické shromáždění se koná pravidelně 24. května, kdy se pořádá hostina doprovázená hrami.

## Osobnosti
- Grigor Petrov Iliev (24. ledna 1935 – 6. března 1999) – žurnalista, korespondent novin Rabotničesko delo v Moskvě.
- Elenko Georgiev Andreev (* 1939) – diplomat, vyslanec v Brazílii, Chile a Angole.